# Leptogomphus pasia
Leptogomphus pasia là loài chuồn chuồn trong họ Gomphidae. Loài này được van Tol mô tả khoa học đầu tiên năm 1990.